# Manuel Posada y Garduño
S.I. Dr. Manuel Posada y Garduño (San Felipe el Grande, actual municipio de San Felipe del Progreso, Estado de México, 27 de septiembre de 1780 - Ciudad de México, 30 de abril de 1846) fue un sacerdote católico, arzobispo primado de México. Fue el vigésimo sexto sucesor de fray Juan de Zumárraga y custodio de la venerada imagen de la Virgen de Guadalupe del Tepeyac. Fue el primer obispo mexicano en ocupar la sede primada luego de la Independencia de México.

## Educación
Sus primeros estudios los realizó en su pueblo natal y posteriormente se mudó a la Ciudad de México, donde estudió Gramática Latina en el Seminario de Porta Coeli. Obtuvo los grados de licenciatura en Leyes (1808) y doctorado en Cánones (1809). Fue maestro en el seminario durante varios años y luego fue nombrado defensor de la curia y posteriormente promotor fiscal de la Puebla de los Ángeles.

## Sacerdocio
Fue nombrado párroco del Sagrario de Puebla y juez de capellanías y testamentos, ganándose, durante el tiempo que ocupó dichos cargos, el aprecio de los habitantes de Puebla, quienes lo nombraron senador de la recién independizada nación a finales de 1824. En 1832 fue nombrado canónigo doctoral.
A causa de los disturbios políticos que vivía el país, en 1833 fue desterrado al promulgarse la Ley del Caso y se exilió a los Estados Unidos, de donde al cabo de varios años regresó a México.

## Episcopado
Después de la renuncia del arzobispo Pedro Fonte, el cabildo metropolitano propuso en la terna de candidatos para arzobispo a Manuel Posada, al doctor Campos y al doctor Santiago. El papa Gregorio XVI nombró para el puesto a Manuel Posada el 23 de diciembre de 1839, recibiendo la consagración episcopal el 31 de mayo de 1840, el consangrante fue José María de Jesús Belaunzarán y el asistente Ángel Mariano Morales.
Entre las actividades que realizó como arzobispo destacan la fundación de nuevas cátedras en el Seminario Conciliar de México, la restauración del templo del Señor de Santa Teresa, el establecimiento del Jubileo Circular de Adoración a la Eucaristía y la secularización de las misiones de Ciudad Valles. En Cuernavaca y San Juan Teotihuacán confirmó a quince mil personas. Murió a los 65 años, el 30 de abril de 1846. Sus restos reposan en la cripta de los arzobispos de la Catedral Metropolitana de la Ciudad de México.